# Liste der Monuments historiques in Guérard
Die Liste der Monuments historiques in Guérard führt die Monuments historiques in der französischen Gemeinde Guérard auf.

## Liste der Objekte
Zum Verständnis siehe: Kirchenausstattung
| Bezeichnung                                                                                                 | Beschreibung                              | Standort                        | Kennzeichnung | Schutzstatus | Datum | Bild |
| --- | ----------------------------------------- | ------------------------------- | ------------- | ------------ | ----- | ---- |
| Taufbecken                                                                                                  | Stein, 1544                               | in der Kirche St-Georges (Lage) | PM77003472    | Inscrit      | 1980  |      |
| Ölgemälde Martyrium des heiligen Georg                                                                      | 19. Jahrhundert                           | in der Kirche St-Georges (Lage) | PM77003571    | Inscrit      | 1980  |      |
| Ölgemälde Heiliger Sebastian                                                                                | 18./19. Jahrhundert                       | in der Kirche St-Georges (Lage) | PM77003572    | Inscrit      | 1980  |      |
| Prozessionsfahne mit der Darstellung Heiliger Georg und heiliger Thomas Becket (auf dem Foto Thomas Becket) | Stoff, zweite Hälfte des 19. Jahrhunderts | in der Kirche St-Georges (Lage) | PM77004955    | Inscrit      | 2015  |      |
| Skulptur Madonna mit Kind                                                                                   | Holz, 19./20. Jahrhundert                 | in der Kirche St-Georges (Lage) | PM77003574    | Inscrit      | 1980  |      |
| Skulptur Christus am Kreuz                                                                                  | Holz, polychrom gefasst, 18. Jahrhundert  | in der Kirche St-Georges (Lage) | PM77004954    | Inscrit      | 2015  |      |
| Skulptur Madonna mit Kind                                                                                   | Holz, polychrom gefasst, 18. Jahrhundert  | in der Kirche St-Georges (Lage) | PM77003947    | Inscrit      | 1981  |      |
| Skulptur Madonna mit Kind                                                                                   | Stein, Ende des 16. Jahrhunderts          | im Pfarrhaus                    | PM77003330    | Inscrit      | 1979  |      |
| Skulptur Kopf eines Engels                                                                                  | Marmor, 18. Jahrhundert                   | in der Kirche St-Georges (Lage) | PM77003573    | Inscrit      | 1980  |      |
| Skulptur des heiligen Antonius                                                                              | Stein, 16. Jahrhundert                    | im Pfarrhaus                    | PM77003329    | Inscrit      | 1979  |      |